# Katherine Healy
Katherine Healy (New York, 26 gennaio 1969) è un'ex ballerina e attrice statunitense.

## Biografia
Nata e cresciuta a New York, durante l'infanzia e la prima adolescenza Katherine Healy ha praticato il pattinaggio artistico sul ghiaccio ad alti livelli come protegé di John Curry. Il suo vero interesse, tuttavia, era la danza e la recitazione. Ha studiato danza classica alla School of American Ballet di George Balanchine e nel 1978 e nel 1979 ha danzato nel ruolo di Marie (Clara) ne Lo schiaccianoci alla New York City Opera.
Nel 1982 ha recitato nel film di Tony Bill Niki, per cui ha ottenuto una candidatura al Golden Globe per la migliore attrice debuttante l'anno successivo. Sempre nel 1982 ha vinto la medaglia d'argento al Concorso Internazionale di Balletto degli Stati Uniti, mentre nel 1983 è diventata la più giovane vincitrice del Concorso internazionale di balletto di Varna.
Nel 1984 è stata scritturata dall'English National Ballet in veste di prima ballerina e durante i suoi due anni con la compagnia ha danzato in alcuni dei maggiori ruoli del repertorio femminile, tra cui Swanilda in Coppélia, Clara/Fata Confetto ne Lo Schiaccianoci e la protagonista del Tchaikovsky Pas de Deux di Balanchine. Nel 1985, appena sedicenne, ha danzato nel ruolo di Giulietta in occasione della prima londinese del Romeo e Giulietta di Frederick Ashton.
Nel 1986 è tornata negli Stati Uniti per frequentare l'Università di Princeton, dove si è laureata magna cum laude nel 1990 in storia dell'arte. Durante gli studi ha continuato a studiare danza privatamente con Wilhelm Burmann e ad apparire come étoile ospite in Giappone, Canada e diverse compagnie nello Stato di New York e in New Jersey. Dopo la laurea è tornata a dedicarsi a tempo pieno alla danza, diventando prima ballerina de Les Ballets de Monte-Carlo, con cui ha danzato diverse coreografie di Balanchine ed Antony Tudor, mentre nel 1991 Roland Petit ha coreografato apposta per lei il ruolo da protagonista in Mozart et la Danse. Successivamente si è unita alla Wiener Staatsballett in veste di prima ballerina e il suo repertorio con la compagnia annoverava i ruoli di Lise ne La Fille Mal Gardée (Ashton), Kitri in Don Chisciotte (Petipa), Giselle in Giselle (Cranko), Giulietta in Romeo e Giulietta (Cranko), Manon in Manon (MacMillan) e Raymonda in Raymonda (Nureev). Nel 1993, 1994 e 1996 ha danzato in occasione del Concerto di Capodanno di Vienna. Nel 1997 è tornata negli Stati Uniti, ha lasciato la danza ed è tornata a dedicarsi al pattinaggio artistico, prima in veste di atleta e poi di coreografa.
È stata sposata con l'allenatore Peter Burrows dal 1997 alla morte dell'uomo nel 2014.

## Filmografia (parziale)
- Niki, regia di Tony Bill (1982)

## Riconoscimenti
- Golden Globe
  - 1983 - Candidatura per la migliore attrice debuttante per Niki